# Byssonectria
Byssonectria is een geslacht van schimmels dat behoort tot de familie Pyronemataceae. De typesoort is Byssonectria obducens.

## Soorten
Volgens Index Fungorum telt het geslacht 13 soorten (peildatum april 2023):
| Soortnaam                                          | Auteur(s)                                | Publicatiejaar |
| -------------------------------------------------- | ---------------------------------------- | -------------- |
| Byssonectria aggregata (Klein oranje zandschijfje) | Bres.                                    | 1911           |
| Byssonectria buchsii                               | (Henn.) K.B. Khare                       | 2004           |
| Byssonectria carestiae                             | (Ces. ex Cooke) U. Lindem. & Kristiansen | 2021           |
| Byssonectria cartilaginea                          | (Kanouse & A.H. Sm.) Pfister             | 1994           |
| Byssonectria deformis                              | (P. Karst.) U. Lindem. & M. Vega         | 2015           |
| Byssonectria dichotoma                             | Viégas                                   | 1944           |
| Byssonectria fusispora                             | (Berk.) Rogerson & Korf                  | 1971           |
| Byssonectria globifila                             | Matsush.                                 | 2003           |
| Byssonectria obducens                              | P. Karst.                                | 1881           |
| Byssonectria seaveri                               | Pfister                                  | 1994           |
| Byssonectria terrestris                            | (Alb. & Schwein.) Pfister                | 1994           |
| Byssonectria tetraspora                            | (Fuckel) Korf                            | 1971           |
| Byssonectria thuemenii                             | (P. Karst.) K.B. Khare                   | 2004           |